# میروسلاو کوزاک
میروسلاو کوزاک (انگلیسی: Miroslav Kozák؛ زادهٔ ۳۰ اکتبر ۱۹۷۶) بازیکن فوتبال اهل اسلواکی بود.
وی سابقه عضویت در تیم‌های عقاب تهران و صنعت نفت آبادان را در کارنامه دارد.